# オーバ・チャンドラー
オーバ・チャンドラー (英: Oba Chandler、1946年10月11日 - 2011年11月15日) はアメリカ合衆国の殺人犯で、1989年6月にジョーン・"ジョー"・ロジャーズ (英: Joan "Jo" Rogers) とその2人の娘を殺害した容疑で有罪となり処刑された。3人の遺体はフロリダ州のタンパ湾で浮かんでいるところを発見された。3人は手足が拘束されていた。検死により、3人は首を縄でコンクリートブロックに繋がれて、生きたまま水中へ投げ込まれたことが明らかになっている。この事件は1992年に地元警察が犯人の筆跡を拡大した画像を広告板に掲載したことにより大きな注目を集めた。チャンドラーが犯人であると特定されたのは、隣人がその筆跡がチャンドラーのものと気付いたためである。これがアメリカで当局が広告板を利用した初の事例であり、以降、広告板は失踪者の捜索に有効に利用されるようになった。
チャンドラーは逮捕される前は無免許でアルミニウム下見張り設置業を営んでいた。チャンドラーは自身の弁護人の忠告に反して、自分の弁護の際に、被害者の女性たちに会って道を教えたと供述した。チャンドラーは新聞の報道や、当局が設置した広告板を除けば、それ以来3人の姿を目にしたことはないと述べた。警察は当初、3人の殺害には2人の男が関与しているという説をたてていたが、チャンドラーが逮捕されるとその仮説を退けた。チャンドラーは有罪になるとユニオン矯正施設に収監された。処刑されるまでの17年間の収監生活で、チャンドラーに面会しに来た人はただの1人もいなかった。チャンドラーは2011年11月15日に処刑された。チャンドラーは最期まで自身の無実を主張していた。
2014年2月、DNA鑑定の結果からチャンドラーは1990年11月27日にフロリダ州コーラルスプリングスで遺体となって発見されたイベリーゼ・ベリオス＝ベグリーゼ (英: Ivelisse Berrios-Beguerisse) を殺害した犯人でもあることが判明した。

## 若年時

### 背景
チャンドラーはオーバ・チャンドラー・シニア (英: Oba Chandler Sr.) とマーガレット・ジョンソン (英: Margaret Johnson) の間に生まれた5人の子供たちのうちの4番目の子供として生まれ、オハイオ州シンシナティーで育った。1957年6月、チャンドラーが10歳のとき、父親が一家の住むアパートの地階で首を吊った。父親の葬儀の際、墓掘り人が棺に土をかけているときに、チャンドラーは父親の墓穴の中に飛び込んだと言われている。チャンドラーは12人の女性のもとで13人の子供の父親となった。そのうちの2人の息子と2人の娘は養子に出された。最も幼い娘は1989年2月生まれである。1991年5月から9月の間、ロジャーズたちが殺害された事件に対する警察の捜査と同時期、チャンドラーはタンパにある関税局事務所の情報提供者を務めていた。

### 犯罪
チャンドラーは14歳のときに車の窃盗を始め、少年時代に12回逮捕された。成人後も、贋金の所持や徘徊、住居侵入、児童誘拐、武装強盗といった様々な犯罪で告発された。女性宅の窓を覗き込みながら自慰を行ったことで告発されたこともあった。フロリダ州で起こしたある事件では、チャンドラーと共犯者が夫婦の家に押し入り、夫婦に銃口を突きつけて略奪を行ったことがあった。チャンドラーは共犯者に夫をスピーカーのワイヤーで拘束するように指示した。自身は妻を寝室へ連れ込み、下着姿にしたうえで縛り上げ、腹部にリボルバーの銃身を擦りつけた。

### 殺人

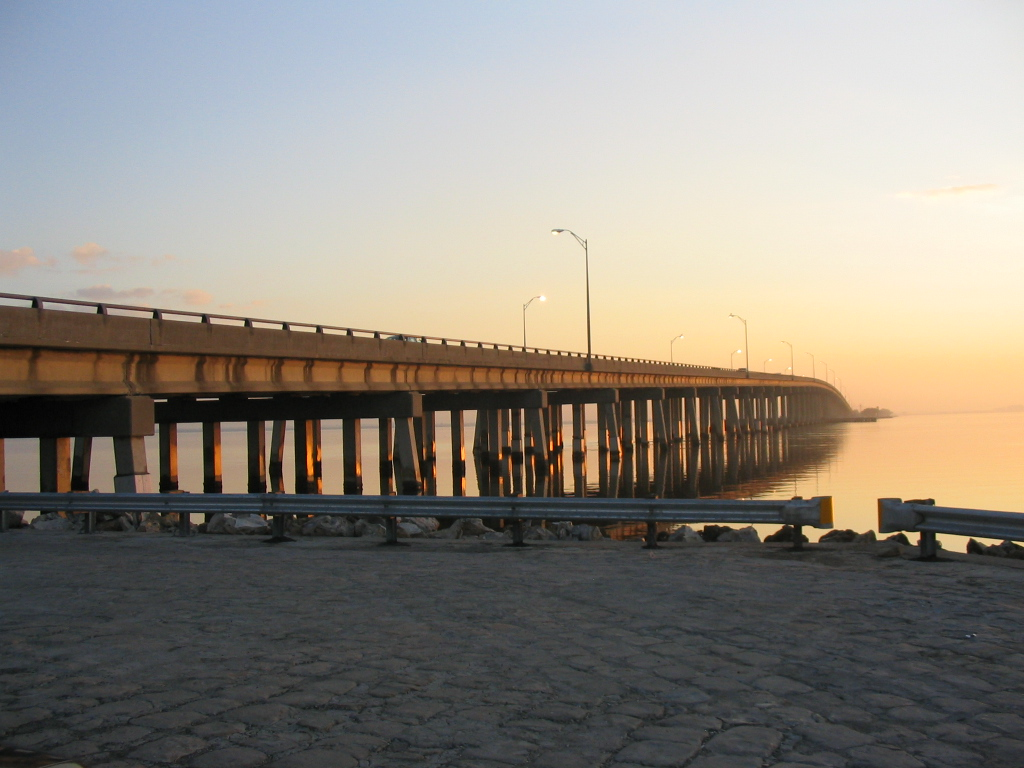
橋のクリアウォーター側から見たコートニー・キャンベル・コーズウェイ。この場所で遺体が発見された。

1989年5月26日、36歳のジョーン・ロジャーズと2人の娘 (それぞれ17歳と14歳) は、オハイオ州ウィルシアにある一家の酪農場を出発し、休暇を過ごしにフロリダへ出かけた。3人がオハイオ州を出たのはこれが初めてのことだった。当局は、ロジャーズは6月1日にオーランドからウィルシアへ戻る最中に道に迷い、タンパでもう1日休暇を過ごすことを決めたと推定している。3人はホテルを探しているときにチャンドラーに出会った。チャンドラーは3人に道を教え、後でまた会って日没のときにタンパ湾を遊航しないかと誘った。ロジャーズたち3人は午前9時ごろにオーランドを出発し、午前12時30分にフロリダ州道60号線沿いにあるデイズインにチェックインした 。
ロジャーズが宿泊したホテルの部屋にあったカメラからフィルムが発見された。その写真には17歳の娘が床に座っているところが写っていた。最後の写真はホテルのバルコニーから撮影されたもので、タンパ湾に日が沈み始めていた。この写真から、日没が始まったときには3人は生きていて、まだホテルの部屋から出発していなかったことが確認された。3人が生きた姿で最後に目撃されたのは午後7時30分ごろのことで、場所はホテルのレストランだった。午後8時30分から午後9時の間に、3人は60号線の一部であるコートニー・キャンベル・コーズウェイに面する埠頭でチャンドラーのボートに乗り、翌日の午前3時までに死亡したと考えられている。チャンドラーは自身がオハイオ州生まれであるということを利用して、3人に親近感を持たせようとした可能性がある。チャンドラーは3人がフロリダ出身ではないことを、車のナンバープレートにオハイオと書かれていることから見抜いていた。

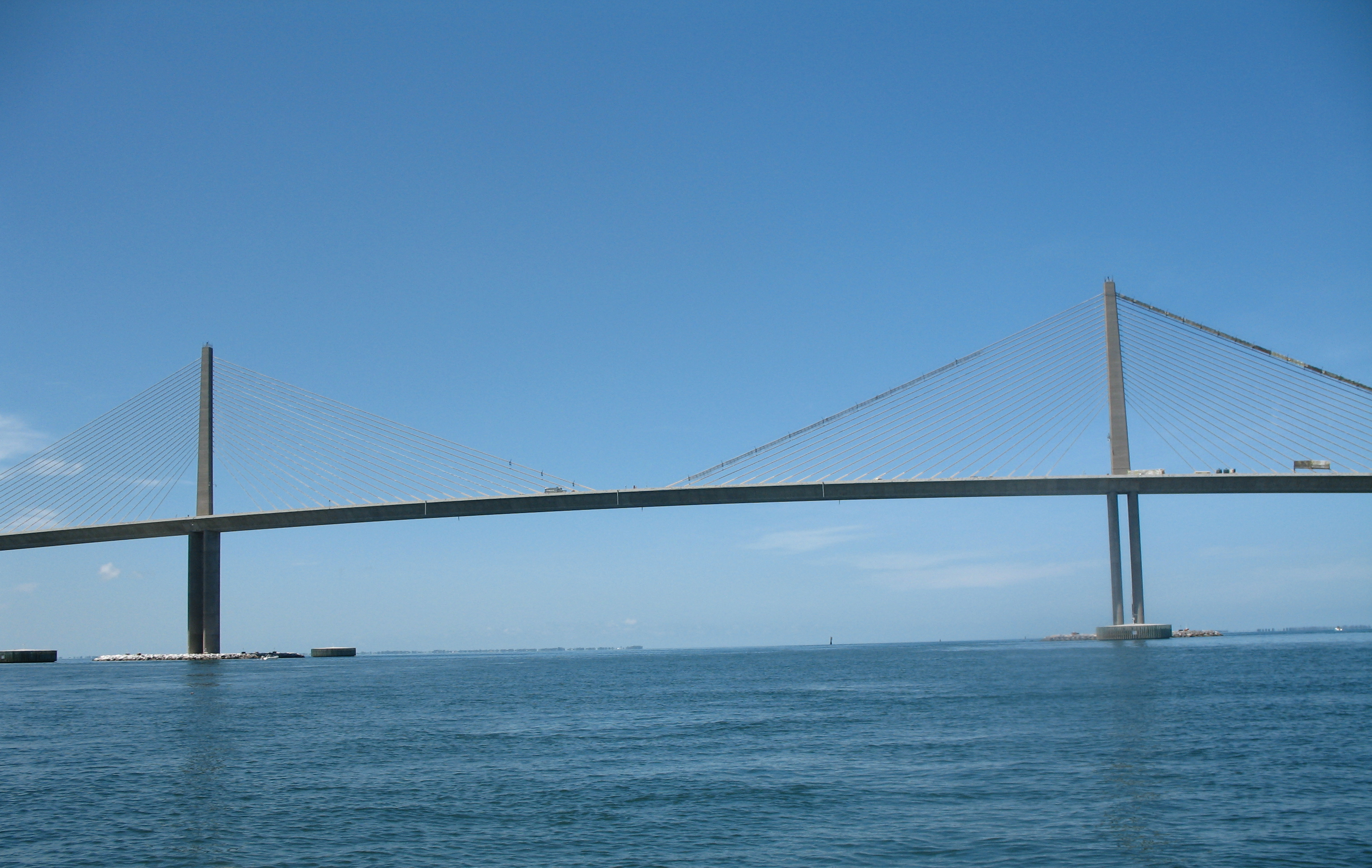
タンパ湾上を架かるサンシャイン・スカイウェイ・ブリッジ。1989年6月4日に最初の遺体が発見された。

1989年6月4日、3人の遺体がタンパ湾で浮いているのが発見された。1人目の遺体はサンシャイン・スカイウェイ・ブリッジの下を通過していた帆船に乗っていた数名が発見した。2人目の遺体はセントピーターズバーグの桟橋で漂っているところを発見された。1人目の遺体が発見された場所から北に3.2キロメートル離れた場所である。沿岸警備隊が2人目の遺体を回収している最中、3人目の遺体が見つかったという通報があった。3人目の遺体は180メートル東のところを浮いていた。3人の遺体はいずれもうつぶせの状態で浮いており、首に縄が結び付けられ、腰から下は衣服を身につけていなかった。
検死により、3人の肺に水が入っていたことが判明した。このことから、3人は生きたまま水中に投げ込まれたことが証明された。2人目の遺体、つまり17歳の娘は、溺れる前に片手から拘束が外れていた。衣服を一部脱がされていることから、性的暴行を加えられたことが示唆されていた。3人の首に縄が結ばれ、その逆の端はコンクリートブロックに繋がれていた。3人が窒息するか溺れるように仕向け、さらには死体が発見されないように意図したものだった。しかし、遺体は腐敗の結果、ガスが発生して膨張し、水面まで浮かび上がったのである。

## 捜査

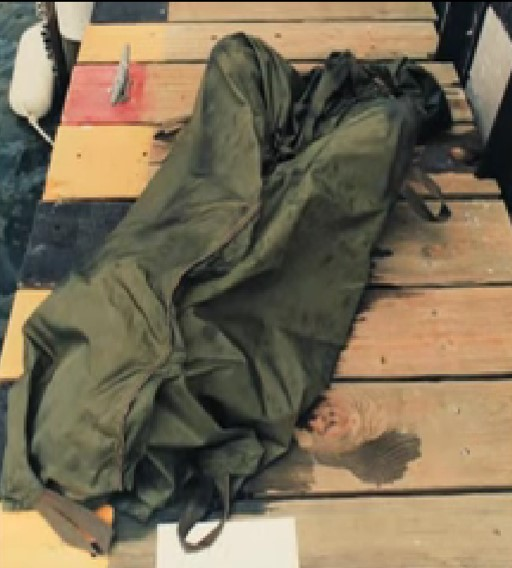
1989年6月4日に現場で使用された遺体袋のうちの1つ。

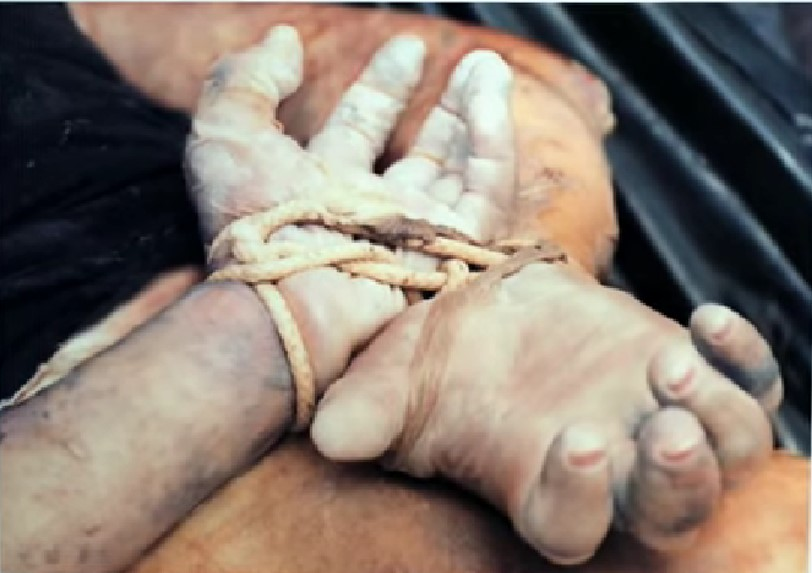
ロジャーズたちの遺体は高い水温により水中で腐敗していた。このため、遺体が発見されてから身元が判明するのに1週間かかった。

遺体の発見から1週間が経過して、ロジャーズの夫であり娘たちの父親でもあるハル・ロジャーズ (英: Hal Rogers) がオハイオ州でロジャーズたちの失踪を報告するまで、身元は断定的には特定できていなかった。6月8日、デイズインの清掃主任が、ロジャーズの宿泊した部屋の物品の配置が変化しておらず、ベッドに誰も眠った形跡がないことを報告した。ホテルの支配人は警察に連絡した。ホテルの部屋で発見された指紋は遺体のものと一致していた。遺体の身元は歯の治療の記録により最終的に確認された。南フロリダ大学の海洋研究家たちは海流とパターンから、ロジャーズたちは遺体が発見される2日前から5日前に橋や陸地からではなくボートから海に投げ込まれたと推測した。ロジャーズ所有の1984年製のオールズモービル・カトラス・カライスがコートニー・キャンベル・コーズウェイのそばの埠頭で発見された。

## 証拠と逮捕

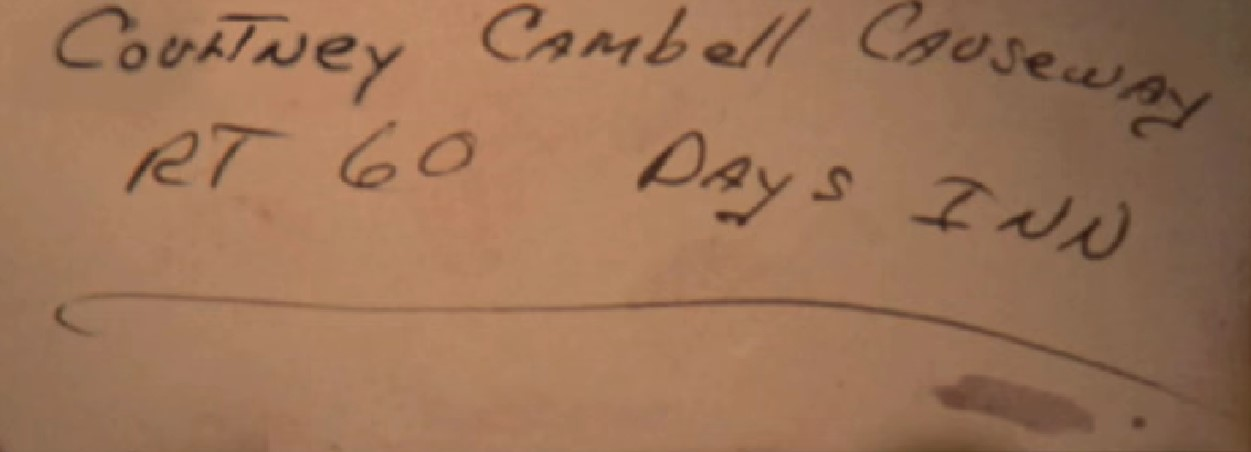
ジョーン・ロジャーズの地図に書かれたメモ。この筆跡がチャンドラーを犯人と特定するのに利用された。

事件は3年以上も未解決のままだった。警察が得られた手掛かりの数が限られていたこともその原因の1つだった。最大の手掛かりがマデイラビーチ警察の公報から寄せられた。その内容は、ロジャーズが殺害される2週間前に24歳のカナダ人旅行者が強姦されるという同様の事件が発生したというものだった。1992年9月24日にチャンドラーは殺人の容疑で逮捕された。ロジャーズの車の中から発見されたパンフレットにはチャンドラーが記した道案内のメモが残されていた。パンフレットにはロジャーズが書いたチャンドラーのボートについての記述もあった。この2つが主要な手掛かりとなり、チャンドラーは被疑者として浮上することとなった。地元警察はチャンドラーがパンフレットに残した手書きの筆跡の画像をタンパ湾地域の広告板に掲載した。これにより、チャンドラーの隣人だった人物が通報し、チャンドラーが書いた作業指示書のコピーを警察に届けることとなった。これがアメリカで当局が広告板を利用した初の事例であり、後に広告板は失踪者の捜索に有用な手段として利用されるようになった。
筆跡の分析では、2つの筆跡のサンプルは決定的に一致するという結果となった。別のチャンドラーの隣人や、捜査部隊の事務官は、チャンドラーは関連性があると見られる強姦事件の被疑者の似顔絵に似ているという見解を抱いた。パンフレットから見つかった掌紋もチャンドラーのものと一致した。チャンドラーは事件についての広告掲示が始まってからすぐにボートを売り払い、家族とともに町を去っていた 。1990年、テレビ番組のUnsolved Mysteriesでロジャーズたちが殺害された事件について特集された。その年、チャンドラーと当時の妻はタンパのダルトン・アベニューからデイトナビーチの近くのポートオレンジに引っ越した。

### 第2の犯人説
捜査官たちは当初、ロジャーズたちの殺害には2人の男が関与していると考えていた。この仮説はUnsolved Mysteriesの1991年のエピソードでも再現されていた。この仮説はチャンドラーが逮捕されたときに退けられた。第2の犯人がいるという証拠はこれまで浮上しなかった。ただし、チャンドラーとかつて刑務所で同じ房にいた人物は、チャンドラーが第2の犯人について言及していたと主張している。その人物は第2の男の身元を知っていると主張しているが、誰かは明かそうとしなかった。第2の犯人がいるという仮説は、チャンドラーが旅行に来た2人のカナダ人女性を手にかけようとしたときの手口からも支持されていない。チャンドラーは標的が複数名いるときも単身で接触しようとした。
ハル・ロジャーズの兄弟であるジョン (英: John) も、ロジャーズたちが殺害されたときに強姦罪で刑務所で服役していたにもかかわらず、被疑者と考えられていた。警察は強姦被害の申立ての調査の際にジョン・ロジャーズの犯行の可能性を見出していた。ジョンがハルの17歳の娘に性的暴行を加えていたことを示唆する証拠があった。しかし、娘が証言を拒んだことにより、ジョンへの性的暴行の告発は撤回された。セントピーターズバーグ・タイムズは、ジョンがロジャーズたちが殺害された1ヶ月前にタンパの近くの両親の所有地を訪れていた際に、ロジャーズたちの殺害を計画した可能性があると報じた。しかし、警察はジョンが殺し屋を雇うことができなかったこと、ジョンに共犯者がいなかったこと、ロジャーズの娘たちが旅行する時期を知りえなかったことを立証し、ジョンを被疑者から除外した。
ハル・ロジャーズも被疑者と考えられていた。ジョンが自分の娘に性的虐待を行ったと知りながら、ジョンの保釈金を払ったためである。後に、ハルは家族に保釈金を払うことを約束していたと語り、その約束を撤回するつもりがなかったと述べた。フロリダとオハイオの捜査官たちは、ハル・ロジャーズが妻と娘の失踪の際に自身の銀行口座から7千ドルを引き出していたことを見出した。ハルはその理由を説明できた。ハルは妻と娘の死を知らされる前、その金を使って妻と娘を捜索するつもりだったのである。捜査官たちは、ハル・ロジャーズがその期間中にオハイオ州から出ていないことを決定的に証明した。17歳の娘が強姦された事件と、地元住民によるゴシップが、ロジャーズたちがフロリダへ旅行に行った理由の1つだった。ロジャーズたちはこの一件から距離を置きたかったのである。

## 裁判

### チャンドラーの供述
フロリダ州クリアウォーターで開かれたチャンドラーの裁判では、チャンドラーはロジャーズたちと会って道を教えたが、それ以来、新聞の報道や広告板を除けばロジャーズたちを目にしたことはないと述べた。チャンドラーは、犯行があった夜にタンパ湾にいたことを認めていた。警察は殺人があった時間帯にチャンドラーがボートから自宅へ3回電話していた証拠を見つけていた。しかし、チャンドラーは1人で魚釣りをしていたという主張を曲げなかった。その夜は遅くに家に帰ったが、それは燃料管の漏れのためにエンジンがなかなかかからなかったからだと述べた。沿岸警備隊やフロリダ海洋パトロールを呼び、巡回のボートに合図して止めようとしたが、どちらも忙しくて救助してくれなかったとも述べた。その後は燃料管をダクトテープで修理して、安全に岸へ戻ったと語った 。
しかし、その夜にチャンドラーから沿岸警備隊や海洋パトロールへかけたという遭難の通報の記録は存在しなかった。翌朝にチャンドラーを救助に行ける可能性のあった沿岸警備隊のボートも存在しなかった。検察側の証言を行ったボート整備士によれば、ボートの燃料漏れを修理したというチャンドラーの説明は理に適っていないという。チャンドラーの所有していたベイライナーの燃料管は上を向いていたためである。燃料漏れがあったとすれば、ボートの内部よりも空気中に燃料が散布されていただろう。また、ガソリンはチャンドラーが燃料漏れの修復に使用したと主張し続けていたダクトテープの粘着材を溶かしてしまう。ピネラス郡検事のダグラス・クロー (英: Douglas Crow) の尋問では、チャンドラーは思い出せないと述べた。

### 目撃者
ジュディ・ブレア (英: Judy Blair) という女性の証言によると、1989年5月15日、つまりロジャーズたちが殺害された2週間前、チャンドラーは近くのマデイラビーチでボートに乗らないかと誘ったという。ブレアはタンパ湾での船旅をしようという誘いに乗ったが、チャンドラーはブレアを強姦し、その後にブレアを岸に戻した。ブレアは友人のバーバラ・モットラム (英: Barbara Mottram) と一緒だったが、モットラムはチャンドラーの誘いに乗らなかった。ブレアは強姦された後、モットラムの待つホテルの部屋へ戻ったと語った。チャンドラーはこの件では告発されなかった。ブレアの証言は、チャンドラーの犯行のパターンを立証し、ロジャーズの事件との類似性を示すためのものだった。ブレアによると、チャンドラーは5月14日に自分とモットラムにタンパのコンビニエンスストアで最初に会ったとき、デーブ・ポスナー (英: Dave Posner) またはデーブ・ポスノー (英: Dave Posno) と名乗ったという。チャンドラーはブレアとモットラムにアルミニウム下見張り設置の仕事をしていると語った。このときの話は後に捜査官たちがチャンドラーとロジャーズの事件を結び付ける助けとなった。捜査作戦の名称"Operation Tin Man" (直訳すると「錫男作戦」)　の由来にもなっている。ブレアの説明から似顔絵が作られ、犯人の筆跡の画像とともに広告板に掲載された。
チャンドラーの元従業員は、事件の日の夜にチャンドラーはタンパ湾で3人の女性とデートしたと自慢し、翌朝にボートで来て、仕事で材料を届け、それからすぐにまた出発したと証言した。殺人事件のあった夜にチャンドラーがどこにいたかを立証するため、捜査官たちはチャンドラーが午前1時から午前5時までの間にボートから自宅へ電話をかけたときの記録を発見した。電話をかけたのは、妻に自分の不在を説明するためだったかもしれず、殺人事件のあった夜にアリバイを作るためだった可能性もある。チャンドラーの娘は、父が3人の女性を殺したと話したことがあることと、タンパに戻るのを恐れていたことを証言した。ロジャーズの17歳の娘の恋人とハル・ロジャーズも裁判の際に証拠を提出した。ロジャーズたちが宿泊したモーテルでメイドとして働く女性は、6月1日にルームサービスでロジャーズの部屋へ向かっていたときにチャンドラーとすれ違ったと語った。メイドの女性はチャンドラーが1992年に逮捕されるまで、チャンドラーを目撃したことの重要性に気がついていなかったという。ただし、この目撃談は立証されていない。

### 判決とその後の余波
1989年6月13日、ジョーン・ロジャーズとその2人の娘は故郷の町で埋葬された。葬儀では家族と友人の計300名ほどが出席した。葬儀の際、大勢の警察官が記者やテレビクルーを教会に入れないように見張った。
1994年11月4日、チャンドラーは殺人の容疑で有罪となり、死刑判決が言い渡された。チャンドラーは自身の無実を主張し続け、フロリダ死刑囚監房にいる間は控訴を求め続けた。チャンドラーはマデイラビーチでの件については認めたが、性交は合意の上であり、ブレアが行為の最中に気が変わったのだと述べた。チャンドラーは既にロジャーズたちの殺害で死刑を宣告されており、検察はブレアのトラウマを刺激したくないと考えたため、チャンドラーはブレアの強姦の件では起訴されなかった。

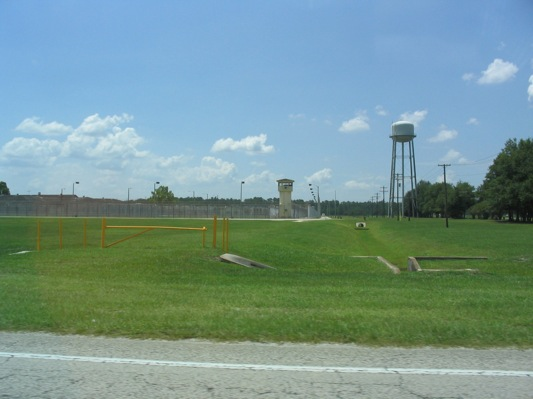
チャンドラーが刑期を過ごした連邦矯正施設。

チャンドラーは連邦矯正施設で死刑執行を待つ身となった。裁判で有罪を宣告されてから間もなく、チャンドラーの妻が離婚訴訟を起こし、1年後に正式に夫婦関係は解消された。チャンドラーは自分の娘に会うことが禁止され、元妻の希望により、後にその写真を見ることも禁じられた。2008年7月、チャンドラーの名がフロリダ州の死刑執行対象の最終候補の名簿に掲載された。プロファイリングの専門家は、初めての殺人で大胆にも3人の女性を一度に誘拐して殺害するということは考えにくいことから、チャンドラーは以前にも殺人を犯していた可能性があると推測した。チャンドラーは1982年に女性が殺害された事件の被疑者にもなっていた。その女性の遺体はアンナマリア島で海中を漂っているところを発見された。結局、2011年に遺体の身元が29歳のエイミー・ハースト (英: Amy Hurst) であると判明し、その夫が殺人の容疑で逮捕・起訴されて疑いが晴れた。チャンドラーは別の殺人で起訴されることはなかった。チャンドラーは何度か上告したが全て却下された。最後に上告したのは2007年5月のことだった。
チャンドラーは有罪になってから、メディアによりフロリダで最悪の犯罪者の1人として扱われた。チャンドラーは処刑される前には最期の言葉として「俺の赤いケツにキスしろ」（"Kiss my rosy red ass."）と発言するつもりであると述べた。2011年5月、ケーシー・アンソニー (英: Casey Anthony) が起こした殺人事件の裁判を前にして、チャンドラーの事件と裁判が比較された。どちらの事件でも、メディアの関心が高まったことにより、陪審員は犯行が行われた郡以外に住む人から選ばれた。1994年のチャンドラーの裁判で陪審員を務めた人物の1人が、裁判の際に陪審員の中に恐怖を覚えた者がいたと語った。その人物によると、チャンドラーは自分たち陪審員の方をじっと見て、にやりとおぞましい笑みを浮かべたという。
1994年のチャンドラーの裁判で裁判長を務め、最終的に判決を下したスーザン・F・シェーファー (英: Susan F. Schaeffer) 裁判官は、2011年のインタビューでチャンドラーを魂のない男 (英: a man with no soul) と表現した。

## 死刑執行
2011年10月10日、リック・スコット (英: Rick Scott) フロリダ州知事はチャンドラーの死刑執行令状に署名した。チャンドラーの処刑は2011年11月15日午後4時に予定された。チャンドラーの弁護人のバヤ・ハリソン (英: Baya Harrison) は、チャンドラーが自分を延命させるためだけの控訴は行わないように頼んできたと述べた。ハリソンによると、チャンドラーは魔法のような解決策を見つけ出すように圧力をかけることもなく、大騒ぎすることもなく、司法制度に嘆くこともなかったという。ハリソンは、もし自分が処刑されないで済む合法的でハリソンにとって可能な手法があれば、理に適ったやり方でできることを行ってほしいと頼んできたと語った。また、ハリソンによると、チャンドラーは高血圧、冠動脈疾患、腎臓の不調、関節炎を患っていたという。
2011年10月12日、ハリソンは、今回の事件で憲法修正第5条と憲法修正第14条を違反しているという理由で再審申立てを提出する準備をしているが、チャンドラーが法廷審問のためにフロリダ州クリアウォーターへ行くことを了承するか、再審申立ての提出を認めるか不明瞭であると述べた。ハリソンによると、チャンドラーはクリアウォーターへ行くことを嫌悪しているという。2011年10月18日、ハリソンはフロリダ州が死刑に処すことは憲法違反であるという理由を根拠に再審申立てを提出した。陪審は終身刑や死刑を求めることができるが、フロリダ州の法律では裁判官が最終決定を行う。10月21日午後1時にチャンドラーの裁判の再審申立てが予定されたが、チャンドラーは出廷しなかった。10月24日、チャンドラーの上告は以前に既にフロリダ州最高裁判所に上告を行っているという理由で却下された。11月9日午前9時、タラハシーにある裁判所でこの上告が審理された。フロリダ州最高裁判所は1997年と2003年の死刑判決を支持した。
11月15日午後4時8分、チャンドラーはレイフォードにあるフロリダ州刑務所で処刑された。チャンドラーは処刑される前に辞世の言葉を述べることを断ったが、刑務所の職員に向けて"You are killing a〔ママ〕innocent man today." (「今日お前たちは無実の男を殺そうとしている」という意味) という言葉を書き残した。
チャンドラーの娘は死刑執行後のインタビューで、父親は無実であると信じていると語った。自分の父親が1人で恐ろしい犯罪をやってのけたとは思えず、他に誰かいたのではないかと述べた。パンフレットに残っていた掌紋はチャンドラーがロジャーズたちに会って道を教えたことを意味してはいるが、3人を殺したことを示すわけではなく、有罪とするには説得力がないとも述べた。娘はフロリダ州知事のリック・スコットに手紙を送り、終身刑に減刑することを求めたとも語った。チャンドラーの息子は、チャンドラーは裁判にかけられる前にメディアから既に断罪されていたと語り、メディアの報道で正当な裁判にならなかったと考えていると述べた。処刑の後、チャンドラーは「地上で最も孤独な場所である死刑囚監房で最も孤独だった男」と評された。フロリダ州の死刑囚監房に収監されていた間、チャンドラーの元を訪れた者は誰もいなかったためである。別のチャンドラーの娘は、自分の父親は怪物であり、当然の報いを受けたまでであると述べた。

## コーラルスプリングス殺人事件
2014年2月25日、捜査官たちはDNAの証拠から、チャンドラーがイベリーゼ・ベリオス＝ベグリーゼを殺害した犯人であることを特定した。ベリオス＝ベグリーゼは1990年11月27日にフロリダ州コーラルスプリングスで強姦され、絞殺された。チャンドラーはベリオス＝ベグリーゼの職場から3キロメートル離れたところにあるアパートに住んでいた。ベリオス＝ベグリーゼを殺害してから2日後、家具を含めて何もかも置き去りにしてアパートを出て行った。
ベリオス＝ベグリーゼは20歳で新婚だった。最後に目撃されたのは職場のスポーツ用品店のあるソーグラス・ミルズ・モール (英: Sawgrass Mills Mall) だった。ベリオス＝ベグリーゼが家に帰らなかったとき、彼女の夫はモールに行き、ベリオス＝ベグリーゼ所有の1985年製のフォード・テンポを発見した。車のタイヤは切り裂かれていた。チャンドラーは2日間ベリオス＝ベグリーゼを見張り続けた後、タイヤを切り裂き、通りすがりの親切な人を装ってベリオス＝ベグリーゼの元に現れ、手助けを申し出たと考えられている。ベリオス＝ベグリーゼの失踪が報告されてから3時間後、釣り旅行から帰ってきた2人の男が、近隣の郵便受けの下でベリオス＝ベグリーゼの遺体を発見した。
ベリオス＝ベグリーゼの遺体は全裸にされており、両手首と両脚に拘束の跡が残っていた。髪には茶色のテープが付着していた。警察によると、ベリオス＝ベグリーゼの事件は解決したと考えられており、捜査は終了しているという。フロリダ中の警察がチャンドラーが住んでいたと知られる地域での他の未解決殺人事件などの捜査を実施した。

## メディアでの扱い
1991年に放送されたUnsolved Mysteriesにて、ロジャーズたちが殺害された事件の特集が組まれ、その中では殺人犯は2人いたと推測されている。ディスカバリー・チャンネルのテレビシリーズScene of the Crimeのエピソード"The Tin Man"でも扱われた。A&EのCold Case Filesの1991年のエピソード"Bodies in the Bay"でも特集された。このエピソードでも事件の証拠に焦点を当てている 。1995年、Maury Povich Showのこの事件を特集するエピソードにオーバ・チャンドラー、チャンドラーの家族数名、ハル・ロジャーズが出演した。チャンドラーは衛星リンクを通じて出演した。Crime Storiesでも特集された。2010年12月のForensic Filesのエピソード"Water Logged"でもこの事件が扱われた。2012年のインベスティゲーション・ディスカバリー番組On the Case with Paula Zahnでも"Murder at Sunset"と題された2つのエピソードでこの事件について論じた。2014年8月、インベスティゲーション・ディスカバリーのシリーズMurder in Paradiseでもこの事件を扱った。
1997年、トーマス・フレンチ (英: Thomas French) はセントピーターズバーグ・タイムズ紙に掲載されていた殺人者について語るシリーズ"Angels & Demons"で、チャンドラーが逮捕されて有罪になったことと、この犯行がロジャーズ一家やオハイオ州の社会に与えた衝撃について記した。このシリーズ記事は1998年のピューリッツァー賞の特集報道部門で受賞した 。
メーソン・ラムジー (英: Mason Ramsey) の2000年の書籍Bodies in the Bayはチャンドラーの事件を脚色したフィクションである。著述家のドン・デーヴィス (英: Don Davis) は2007年にこの事件について論じるDeath Cruiseという書籍を出版した。